# 山岡景以
山岡景以（1574年—1642年6月30日），安土桃山時代至江戶時代初期的武將。江戶幕府旗本。父親是山岡景隆。

## 生平
在天正2年（1574年）出生，家中七男。父親景隆是織田信長的家臣。天正16年（1588年），成為豐臣秀次的家臣，被賜予3千石。文祿4年（1595年），在秀次事件中，跟隨秀次進入高野山，不過自身被免罪，之後仕於豐臣秀吉。
在關原之戰後，仕於德川家康。慶長8年（1603年），在叔父兼大名山岡景友（常陸國古渡藩藩主）死去後，成為養子其繼承家督，被編入甲賀組。在慶長19年（1614年）至翌年（1615年）的大坂之陣中，以德川方的身份參戰。
在家康死後，仕於德川秀忠、家光。寬永11年（1634年），跟隨家光上洛。寬永13年（1636年），擔任甲賀郡的水口城城番。在寬永19年（1642年）6月4日於近江國死去。享年69歲。

## 外部連結
- 武家家伝＿山岡氏 （页面存档备份，存于）